# Култура на шнуровата керамика
Културата на шнуровата керамика, още наричана Култура на бойните брадви (секири) е огромен европейски археологически хоризонт, който започва в края на новокаменната епоха (неолит), процъфтява през каменно-медната епоха (енеолит), за да достигне кулминация в началото на бронзовата епоха, развивайки се в различните територии от около 3200–2900 г. пр.н.е. до около 2300–1800 г. пр.н.е. По времето на тази култура в Северна Европа започва употребата на металите. Обикновено се асоциира с развитието на индоевропейското езиково семейство.
Териториално, културата на шнуровата керамика се развива в по-голямата част на континентална Северна Европа, на север от река Рейн, на изток от река Волга, покривайки земите на днешна Германия, Дания, Полша, Литва, Латвия, Естония, Беларус, Чехия, Словакия, северна Украйна, западна Русия, южните части на Швеция и Финландия и крайбрежието на Норвегия.
Названието си културата получава от характерната релефна украса върху глинените съдове, датирани към този период, която се различава от находките в по-ранните археологически пластове. Украсата се състои в отпечатъците на тънки преплетени шнурове върху съдовете, нанесени преди тяхното изпичане. За същия археологически хоризонт е характерно полагането на мъртвите в единични гробове, както и погребалния обичай, при който каменни бойни брадвички (секири) са поставяни в гробовете на мъжете. Към този момент каменните бойни брадви са неефикасно оръжие, но се ползват като традиционен символ на обществен статус.
|  | Тази страница частично или изцяло представлява превод на страницата Corded Ware culture в Уикипедия на английски. Оригиналният текст, както и този превод, са защитени от Лиценза „Криейтив Комънс – Признание – Споделяне на споделеното“, а за съдържание, създадено преди юни 2009 година – от Лиценза за свободна документация на ГНУ. Прегледайте историята на редакциите на оригиналната страница, както и на преводната страница, за да видите списъка на съавторите. ВАЖНО: Този шаблон се отнася единствено до авторските права върху съдържанието на статията. Добавянето му не отменя изискването да се посочват конкретни източници на твърденията, които да бъдат благонадеждни. |